# Jessica Capshaw
Jessica Brooke Capshaw (* 9. August 1976 in Columbia, Missouri) ist eine US-amerikanische Schauspielerin.

## Leben
Jessica Capshaw ist das einzige Kind aus der Ehe der Schauspielerin Kate Capshaw mit dem Handelsvertreter Robert Capshaw. Ihre Eltern ließen sich 1979 scheiden, als Jessica drei Jahre alt war, das Sorgerecht wurde ihrer Mutter zugesprochen. Am 12. Oktober 1991 heiratete ihre Mutter den Regisseur Steven Spielberg.
Im Alter von 17 Jahren fungierte Capshaw 1993 als Produktionspraktikantin bei Schindlers Liste. Dies ist bis jetzt ihre einzige Arbeit hinter der Kamera. 1998 beendete sie ihr Studium an der Brown University, eine der acht Ivy-League-Universitäten, mit einem Abschluss in Englischer Sprache. Danach absolvierte sie die Royal Academy of Dramatic Arts in London.
Jessica Capshaw steht seit 1997 vor der Kamera. Zu ihren bekanntesten Filmen zählen Schrei wenn Du kannst aus dem Jahr 2001 und Minority Report (2002) unter der Regie ihres Stiefvaters. Jessica spielt ebenfalls in der Serie Bones – Die Knochenjägerin die Exfreundin von Agent Seeley Booth.
Zwischen 2002 und 2004 war sie zudem Mitglied der Stammbesetzung der Fernsehserie Practice – Die Anwälte. Von der fünften bis zum Staffelfinale der vierzehnten Staffel der Fernsehserie Grey’s Anatomy tritt sie als die Kinderchirurgin Arizona Robbins auf. Am Anfang der vierten Staffel der Serie The L Word – Wenn Frauen Frauen lieben war Capshaw als Nadia Karella zu sehen.
Jessica Capshaw hat einen Sohn und drei Töchter mit Ehemann Christopher Gavigan.

## Filmografie (Auswahl)
- 1997: Kansas Nights (The Locusts)
- 1998: Die nackte Wahrheit über Männer und Frauen (Denial)
- 1999: Emergency Room – Die Notaufnahme (ER, Fernsehserie, 1 Folge)
- 1999: Der Liebesbrief (The Love Letter)
- 1999–2000: Odd Man Out (Fernsehserie, 13 Folgen)
- 2000: Killing Cinderella
- 2000: Big Time (Kurzfilm)
- 2001: The Back Page (Fernsehfilm)
- 2001: Schrei wenn Du kannst (Valentine)
- 2002: The Mesmerist
- 2002: Minority Report
- 2002: Romeo Fire
- 2002–2004: Practice – Die Anwälte (The Practice, Fernsehserie, 42 Folgen)
- 2003: Flight Girls
- 2005: Into the West – In den Westen (Into the West, Fernsehserie, 1 Folge)
- 2006: The Groomsmen – Die Chaotenhochzeit (The Groomsmen)
- 2006: Thick and Thin (Fernsehfilm)
- 2006: Bones – Die Knochenjägerin (Bones, Fernsehserie, 2 Folgen)
- 2007: Blind Trust
- 2007: The L Word – Wenn Frauen Frauen lieben (The L-Word, Fernsehserie, 3 Folgen)
- 2009: Head Case (Fernsehserie, 1 Folge)
- 2009–2018, 2024: Grey’s Anatomy (Fernsehserie, 215 Folgen)
- 2010: One Angry Juror (Fernsehfilm)
- 2014: The Hero of Color City (Stimme von Duck)
- 2020: Holidate
- 2022: Ambulance
- 2022: Dear Zoe
- 2022: Tell Me Lies (Fernsehserie, 3 Folgen)